# Mesure intérieure
En mathématiques, une mesure intérieure est une fonction définie sur l'ensemble des parties d'un ensemble donné, qui associe à chaque sous-ensemble une valeur positive, potentiellement infinie.
Cette valeur peut être vue intuitivement comme la valeur minimum de la mesure de ce sous-ensemble.

## Définition
Étant donné un ensemble X, une mesure interne est une fonction φ définie sur l'ensemble des parties de X à valeurs positives dans la droite réelle achevée.{\displaystyle \phi :{\mathfrak {P}}(X)\to [0,\infty ],}qui vérifie les conditions suivantes :
- L'ensemble vide est de mesure nulle :

{\displaystyle \phi (\emptyset )=0}
- φ est superadditive : pour tous ensembles A et B disjoints :

{\displaystyle \phi (A\cup B)\geq \phi (A)+\phi (B).}
- Pour toute suite A1, A2,... d'ensembles emboîtés (c'est-à-dire vérifiant pour tout j {\displaystyle A_{j}\supseteq A_{j+1}}) ) et si A1 est de mesure finie ({\displaystyle \phi (A_{1})<\infty }) alors, {\displaystyle \phi \left(\bigcap _{j=1}^{\infty }A_{j}\right)=\lim _{j\to \infty }\phi (A_{j})}
- Si l'ensemble A est de mesure infinie, alors pour tout réel positif r, il existe un sous-ensemble B inclus dans A tel que {\displaystyle r\leq \phi (B)<\infty .}

## Mesure intérieure induite
Soit A une tribu sur X et μ une mesure sur cette tribu. Alors μ induit sur X une mesure intérieure μ* définie pour toute partie T de X par:{\displaystyle \mu _{*}(T)=\sup\{\mu (S):S\in {\mathcal {A}}{\text{ et }}S\subseteq T\}.}On peut alors voir la valeur de μ* sur T comme la taille minimale de T, puisque T est au moins aussi grand que la mesure de ses sous-ensembles mesurables (au sens de μ). Bien que μ* ne soit en général pas une mesure, elle en partage certaines propriétés 
1. {\displaystyle \mu _{*}(\emptyset )=0,}
2. {\displaystyle \mu _{*}} est positive,
3. Si {\displaystyle E\subseteq F} alors {\displaystyle \mu _{*}(E)\leq \mu _{*}(F).}

## Complétion d'une mesure
La mesure intérieure induite est souvent utilisée de concert avec la mesure extérieure pour étendre une mesure donnée à une tribu plus grande. 
Soit μ une mesure finie définie sur une tribu A sur X et μ* et μ* respectivement les mesures extérieures et intérieures induites par μ, alors les parties T de X telles que μ*(T) = μ*(T) forment une tribu Â contenant A. 
On peut alors définir pour tout T dans Â  une nouvelle mesure μ'  telle que{\displaystyle \mu ^{\prime }(T)=\mu ^{*}(T)=\mu _{*}(T)}Cette nouvelle mesure est appelée complétion de la mesure μ.